# Bulbophyllum minax
Bulbophyllum minax är en orkidéart som beskrevs av Rudolf Schlechter. Bulbophyllum minax ingår i släktet Bulbophyllum och familjen orkidéer. Inga underarter finns listade i Catalogue of Life.